# Östra Husby missionshus
Östra Husby missionshus är en kyrkobyggnad i Östra Husby. Missionshuset tillhör Vikoblandets Efs missionsförening som är ansluten till Evangeliska Fosterlands-Stiftelsen.

## Instrument
I kyrkan finns ett harmonium och piano.